# Ars (Charente)
Ars is een gemeente in het Franse departement Charente (regio Nouvelle-Aquitaine) en telt 746 inwoners (1999). De plaats maakt deel uit van het arrondissement Cognac.

## Geografie
De oppervlakte van Ars bedraagt 11,4 km², de bevolkingsdichtheid is 65,4 inwoners per km².
De onderstaande kaart toont de ligging van Ars (Charente) met de belangrijkste infrastructuur en aangrenzende gemeenten.

## Demografie
Onderstaande figuur toont het verloop van het inwonertal (bron: INSEE-tellingen).

Vanwege een beveiligingsprobleem met de MediaWiki Graph-software is het momenteel niet mogelijk deze grafiek weer te geven. Zodra de software is bijgewerkt zal de grafiek vanzelf weer zichtbaar worden.